# Шумная
Шумная — река на полуострове Камчатка в России. Протекает по территории Елизовского района Камчатского края.

## Происхождение названия
Ительменское название реки Кушхай — «дьявольская река» или «река, в истоках которой живут демоны». Камчадалы хорошо знали характерные особенности местности, которая сегодня известна как Узон-Гейзерный район, что нашло отражение в названии реки.

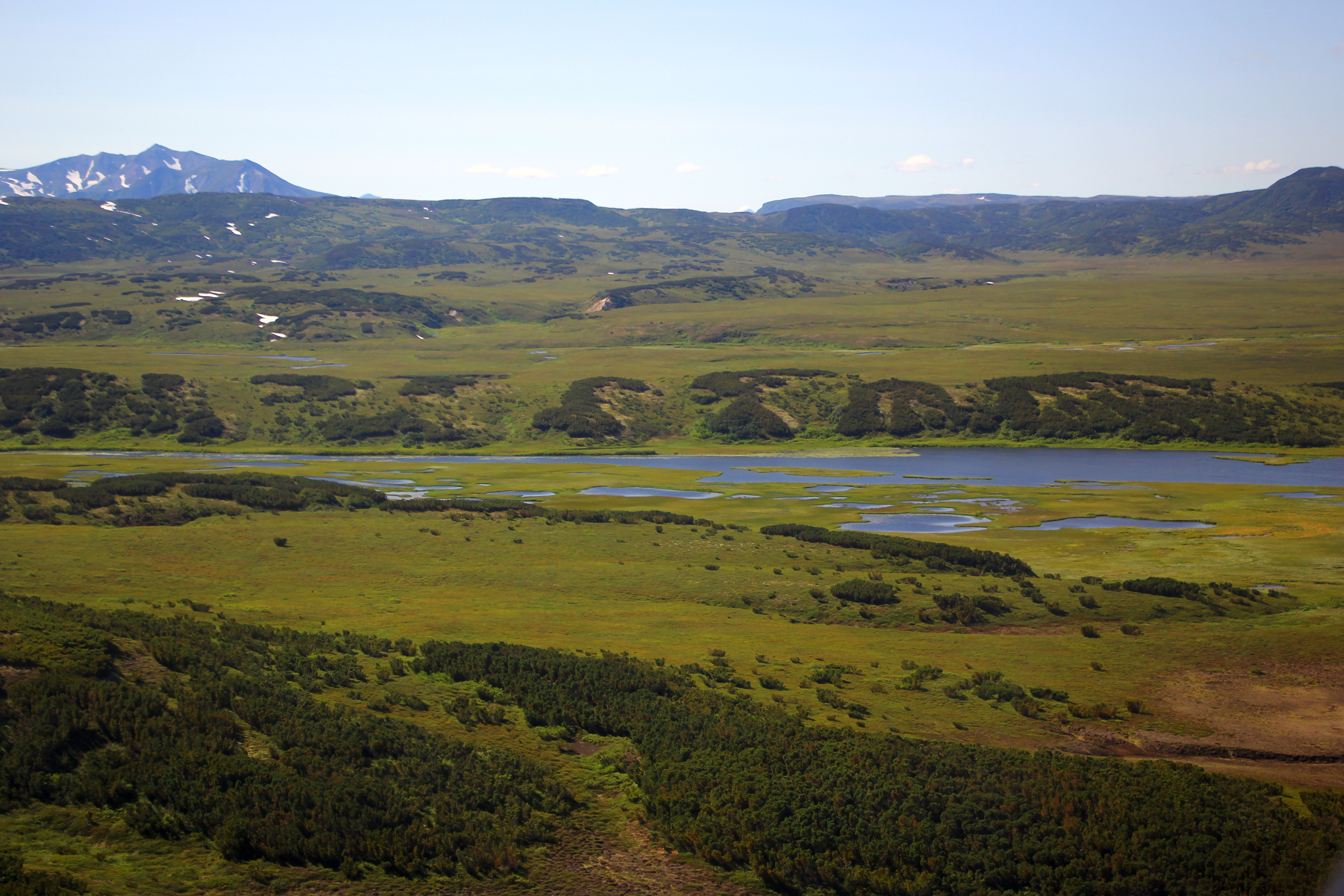
Исток Шумной на Узоне

## Описание
Исток река берёт в озере Центральном кальдеры вулкана Узон. В среднем течении до и после притока река Гейзерная проходит через обрывистый каньон. При слиянии с Гейзерной резко меняет направление. Перед поворотом напротив небольшого левого притока расположен водопад. Из-за крутых берегов подойти к нему сложно. Длина реки — 38 км. Впадает в Кроноцкий залив Тихого океана.

Протекает по территории Кроноцкого заповедника.

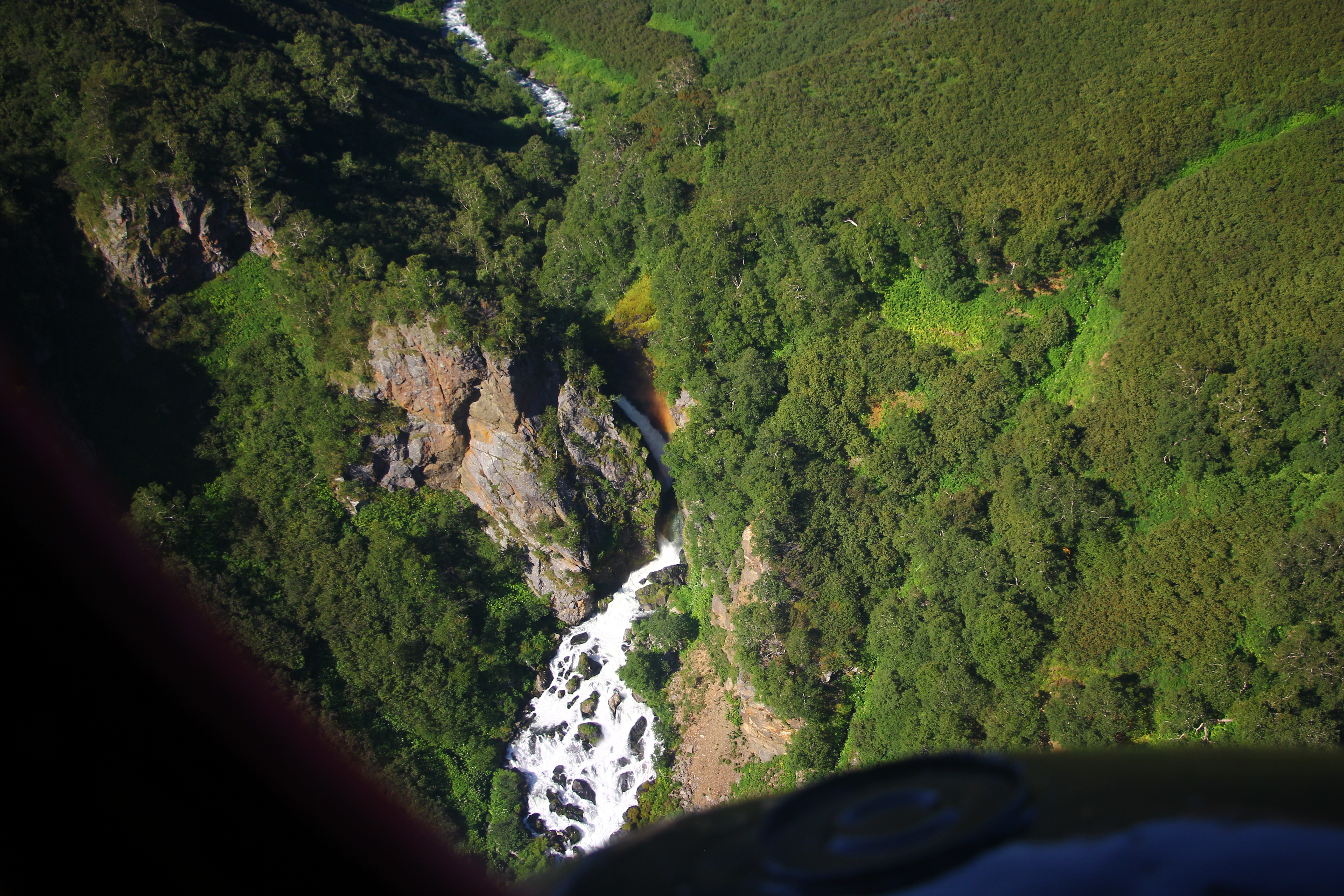
Водопад на Шумной перед впадением Гейзерной
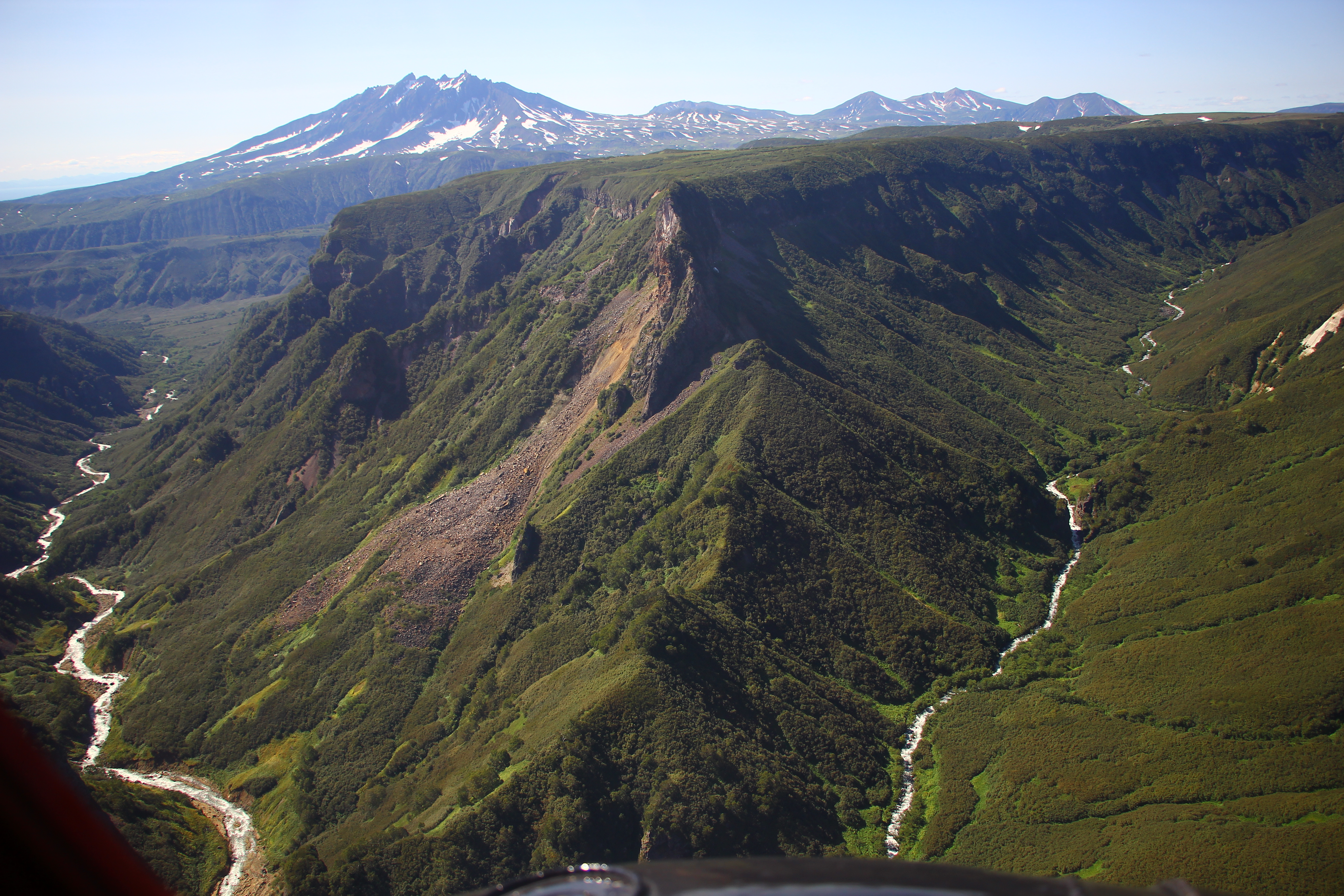
Поворот Шумной

## История
В плане научных исследований Кроноцкого заповедника на 1941 год был пункт по изучению истоков реки Шумной. В апреле 1941 года геолог Татьяна Устинова и её проводник Анисифор Крупенин на собачьих упряжках отправились в каньон реки Шумная.
В апреле 1941 года вместе с наблюдателем заповедника, камчатским аборигеном Анисифором Павловичем Крупениным, я отправилась на собачьей упряжке — транспорте, который уже отошел в прошлое — чтобы поискать, куда же девается вода из кальдеры вулкана Узон. На Узоне я побывала с мужем, зоологом Юрием Викторовичем Авериным, в 1940 году, в год нашего приезда на Камчатку и начала работы в Кроноцком заповеднике.Татьяна Устинова
Вода в Шумной имела ирридирующий оттенок, который трудно описать. Он возникает у чистой пресной воды, если к ней примешивается в значительном количестве минеральная. Это укрепило меня в моих предположениях… и в конце дня мы увидели большой левый приток, впадающий в Шумную со стороны Узона, как я и предполагала.Татьяна Устинова
Погода была отличная… Встав пораньше, мы оделись, вернее разделись по погоде: гимнастерки, камлеи — белые рубашки длиной до колен из палаточной материи, предохраняющие от ветра и снега, обулись в высокие резиновые сапоги, взяли лыжи и отправились исследовать найденный приток Шумной… встали на лыжи и бодро побежали вверх по течению реки. Вскоре лыжи пришлось оставить… и дальше пошли по покрытому снегом склону, проваливаясь до колен… Шли, шли, а реки из Узона все нет. А ведь надо еще идти обратно, выбираться из долины. Пока раздумывали, впереди взлетел высокий столб пара, видимо, там был крупный горячий источник. Решили до него все же дойти. Погода все хуже, идем, а горячего источника нет, лагерь все дальше… С погодой в горах не шутят, решили идти обратно. Сели на снегу отдохнуть, съесть что взяли с собой. Вдруг с противоположного берега из маленькой парящей площадки… ударила прямо в нас косо направленная струя кипятка в сопровождении клубов пара и подземного грохота… Мы страшно перепугались, прижались друг к другу, сидим и не знаем, что нас ждет. Поведение вулканов непредсказуемо… И вдруг извержение кипятка прекратилось, некоторое время продолжались выбросы клубов пара, а затем все затихло и перед нами лежала небольшая парящая площадка, ничем не примечательная. Тут я опомнилась и завопила не своим голосом: «Гейзер!!!»Татьяна Устинова
Так исследование реки Шумной стало причиной открытия Долины гейзеров.

## Данные водного реестра
По данным государственного водного реестра России относится к Анадыро-Колымскому бассейновому округу, водохозяйственный участок реки — Бассейны рек Тихого океана полуострова Камчатка южнее юго-восточной границы бассейна р. Камчатка. Речной бассейн реки — р. Камчатка.
Код объекта в государственном водном реестре — 19070000212120000020595.